# Karel Janeček (Komponist)
Karel Janeček (* 20. Februar 1903 in Częstochowa, Polen; † 4. Januar 1974 in Prag, Tschechoslowakei) war ein tschechischer Komponist, Musikpädagoge und -theoretiker.

## Leben und Wirken
Janeček besuchte von 1915 bis 1917 die Bürgerschule in Nymburk und studierte bis 1921 Elektrotechnik an der Gewerbeschule in Prag. Bereits seit seiner Kindheit hatte er Klavierunterricht, und 1921 wurde er auf Empfehlung von Vítězslav Novák am Prager Konservatorium aufgenommen, wo er bis 1924 Schüler von Jaroslav Křička war. Ab 1929 unterrichtete er Musiktheorie an der Städtischen Musikschule in Pilsen. Er war dort Dirigent der städtischen Amateurphilharmonie, Funktionär in Musikvereinen und Musikkritiker und lernte die Musikerin Helena Matoušová kennen, die 1952 seine zweite Frau wurde.
Ab 1941 war er Professor für Komposition und Musiktheorie am Prager Konservatorium. Zu seinen Schülern zählten hier Vladimír Sommer, Radim Drejsl, Miloslav Nedbal und Michal Čakrt, später auch Jaromír Hruška, Lubomír Železný und Oldřich Flosman. Privaten Kompositionsunterricht gab er Ivan Řezáč und Ivan Jirko. Gemeinsam mit Václav Holzknecht und Emil Hradecký bereitete er die Gründung der Akademie der musischen Künste (AMU) vor. Dort unterrichtete er ab 1946 Musiktheorie und leitete von 1953 bis 1973 die Abteilung Musiktheorie. Sein wichtigster Schüler war hier Bohumil Dušek. Daneben lehrte er ab 1953 mehrere Jahre Musiktheorie am Institut für Musikwissenschaft  der Philosophischen Fakultät der Karls-Universität.

## Werke
Kompositionen
- Čtyří skladby für Klavier, 1924–25
- I. smyčcový kvartet, 1924, 1925
- Tři intermezza für Violine und Klavier, 1925
- II. smyčcový kvartet, 1927
- Vteřiny, sieben kleine Stücke für Klavier, 1928
- Sonatina für Klavier, 1929–31
- Noc a smrt, drei Lieder für Männerchor nach Texten von Konstantin Biebl, Max Jakob und Carl Cramer, 1930
- Z blízka i z dáli, drei Lieder für Frauenchor nach Texten von Julian Tuwim, Josef Hora und Arthur Rimbaud, 1930
- Podzim 1930, vier Lieder für Männerchor nach Texten von Gérard Nerval, František Halas und Josef Hora, 1930
- Trio für Violine, Bratsche und Cello, 1930
- Čtyři malé suity für Klavier, 1930, 1939, 1964
- Etudy für Klavier, 1931
- Trio für Flöte, Klarinette und Fagott, 1931, 1963
- Capriccio für Klavier, 1932, 1940, 1964
- Interludia für Klavier, 1933, 1940, 1964
- Světla a stíny, vier Lieder für Sopran, Alt, Tenor und Bass nach Texten von Jaroslav Seifert und Jean Cocteau, 1933–34, 1962
- Hlasy ticha, Suite für Klavier, 1934
- III. smyčcový kvartet, 1934
- I. symfonie für großes Orchester, 1935–40
- Den, fünf Stücke für Klavier, 1936
- Suita für Klavier, 1937, 1939
- Zpěv úzkosti für Männerchor nach einem Text von František Halas, 1938, 1960
- České žalmy, Liedzyklus für Männerchor nach Texte von Josef Hora, Ladislav Stehlík, Vilém Závada und Jaroslav Tumlíř, 1939, 1962
- Duo für Violine und Bratsche, 1939
- Sonáta für Violine und Klavier, 1939
- Introdukce a fuga für Klavier, 1940
- Dětské trio für Violine, Cello und Klavier, 1940
- Malá suita für Klavier, 1934, für Nonett 1941
- Variace für Klavier, 1942
- Divertimento für Oboe, Klarinette und Fagott, 1943
- Sonáta für Klavier, 1944–45
- Stříbrný les für Kinderchor nach Texten von Fratišek Halas, 1951
- V řadě, Chorzyklus: Padlým, vier Lieder für Männerchor, Živým, drei Lieder für gemischten Chor, nach Texten von František Halas, 1951
- Z lidu, fünf Volkslieder für Kinderchor, 1940
- II. symfonie für großes Orchester, 1944–54
- Radost a práce, drei Lieder für Kinderchor, Flöte, Klarinette und Fagott nach Texten von František Ladislav Čelakovský, 1952
- Lenin, sinfonisches Triptychon nach Gedichten von Františk Halas, 1953, 1960
- Preludium, Fughetta a Chorál für  Orgel, 1956
- Preludium, Chorál a Toccata für Orgel, 1958
- Sonáta in G für Cello und Klavier, 1958
- Legenda o Praze, Ouvertüre für Streichorchester, 1958
- Kosmické písně, zwei Lieder für Männerchor nach Texten von František Hrubín, 1959
- Malé symposion, Kammersuite für Flöte, Klarinette und Fagott, 1959
- Epitafy, vier Lieder für Männerchor nach anonymen Texten und Texten von Karel Hynek Mácha, 1959
- Duo für Violine und Cello, 1960
- Komorní ouvertura k životnímu dramatu Giordana Bruna, 1960
- Fantasie für große Orchester, 1962–63
- Partita für Orgel, 1963
- Miniaturní suita für Klavier 1934, für Nonett 1941, für kleines Orchester 1964
- Kvartet für Flöte, Oboe, Klarinette und Fagott, 1966
- Sinfonietta, 1966
- Můj sen, drei Lieder für gemischten Chor nach Texten von Josef Palivec, 1972

Bücher
- Otakar Šín, Prag 1944
- Základy moderní harmonie, Prag 1965
- Melodika, Prag 1956
- Hudební formy, Prag 1955
- Harmonie rozborem, Prag 1963
- Tektonika. Nauka o stavbě skladeb, Prag 1968
- Tvorba a tvůrci. Úvahy, eseje, studie, poznámky, sestaveno a revidováno, Prag 1968
- Skladatelská práce v oblasti klasické harmonie, Prag 1973
- Smetanova komorní hudba. Kompoziční výklad, Prag 1978